# 렌다바

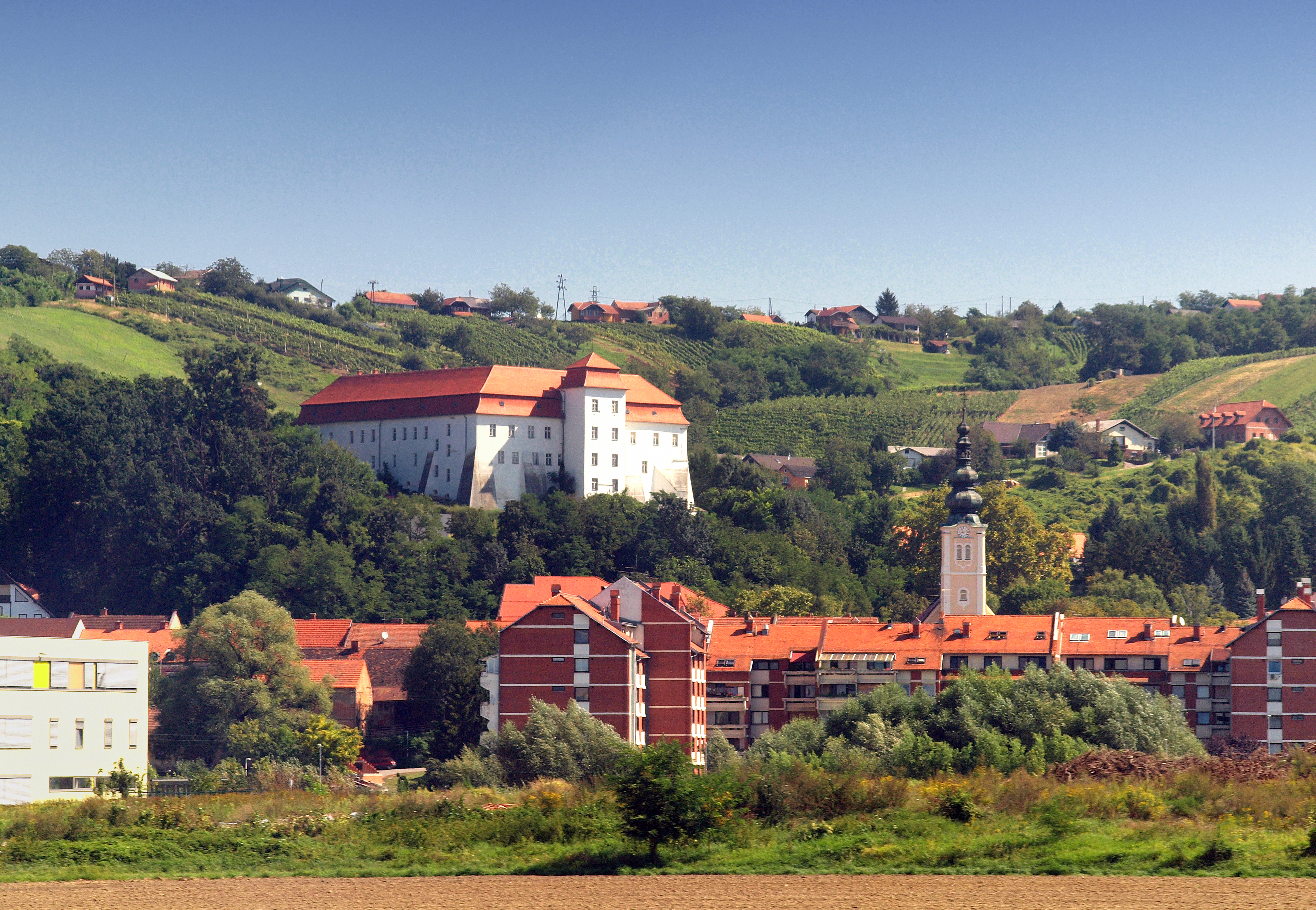
렌다바

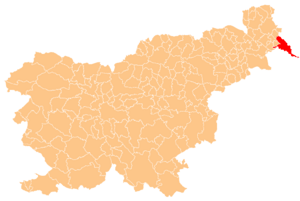
렌다바의 위치

렌다바(슬로베니아어: Lendava, 헝가리어: Lendva 렌드버[*], 독일어: Lindau 린다우[*])는 슬로베니아 프레크무례 지방에 위치한 도시로 면적은 123.0km2, 높이는 380.5m, 인구는 11,151명(2002년 기준), 인구 밀도는 91명/km2이다. 헝가리 국경과 가까운 지점에 위치하며 지방 자치체의 공용어는 슬로베니아어와 헝가리어이다.

## 자매 도시
- 헝가리 절러에게르세그